# Revolutionen i Zanzibar
Revolutionen i Zanzibar ägde rum år 1964. Genom väpnat angrepp störtade afrikanska revolutionärer sultanen av Zanzibar, samt sultanens regering som till stor del bestod av araber. Araberna hade behållit makten sedan självständigheten från Storbritannien 1963. De parlamentariska valen som hölls fick den arabiska minoriteten att behålla styret. Araberna hade haft makten under hela den period som Zanzibar varit ett avhängigt territorium till Oman. Trots att partiet Afro-Shirazi Party (ASP) vann med 54 procent av rösterna i valet 1963, blev man kraftigt underrepresenterad i parlamentet, vilket ledde till frustration. Partiet allierade sig då med Ummapartiet som bestod av arabiska socialister och tidigt på morgonen den 12 januari 1964 mobiliserade ASP-medlemmen John Okello mellan 600 och 800 revolutionärer på huvudön Unguja. Efter att ha besegrat landets polisstyrkor, och lagt beslag på deras vapen, fortsatte rebellerna till Zanzibars stenstad där de störtade sultanen och dennes regering. Upprorets efterdyningar krävde ett stort antal liv, framför allt arabiska och sydasiatiska. Dödsantalet är mycket omstritt och olika beräkningar spänner från några hundratal till uppåt 20 000. ASP-ledaren Abeid Karume blev landets nya president och statsöverhuvud, och Umma-partiet fick den makthavande positionen.
Den nya regeringens uppenbara kommunistanknytningar oroade Västvärlden, och eftersom Zanzibar låg inom Storbritanniens intressesfär planerade den brittiska regeringen att ingripa. Det fruktade kommunistiska övertagandet inträffade dock aldrig och brittiska och amerikanska medborgare kunde med framgång evakueras, varför Storbritanniens planer aldrig sattes i verket. Under tiden knöt de kommunistiska makterna i Kina, Östtyskland och Sovjetunionen kontakter med den nya regeringen genom att erkänna landet och sända dit rådgivare. Karume förhandlade fram en sammanslagning av Zanzibar med Tanganyika, vilket resulterade i det nya landet Tanzania; en handling som av samtida medier ansågs vara ett försök att förebygga kommunismens spridning på Zanzibar. Revolutionen avslutade 200 års arabisk dominans på ön, vilket varje år firas med fester och en helgdag.

## Bakgrund
Zanzibar är en grupp öar i Indiska oceanen, utanför Tanganyikas kust. Idag är ögruppen en del av Tanzania. Gruppen består av huvudön Unguja, vanligtvis bara kallad Zanzibar, ön Pemba, samt ett antal omgivande småöar. Området styrdes av araber från 1698, som ett avhängigt territorium till Oman, tills det blev självständigt år 1858 som ett eget sultanat. År 1890, under Sayyid Ali ibn Saids styre, blev Zanzibar ett brittiskt protektorat, och även om det aldrig föll under direkt styre ansågs det vara en del av det brittiska imperiet.
År 1964 var landet en konstitutionell monarki som styrdes av sultanen Jamshid bin Abdullah. Vid den tiden hade Zanzibar runt 230 000 afrikanska invånare. En del av dessa menade att de var perser, så kallade shirazi. Befolkningen innefattade även ett par större minoriteter bestående av 50 000 araber och 20 000 sydasiater. Minoriteterna var ofta handelsmän. De olika etniska grupperna blandades och deras särdrag blev diffusa. Vissa historiker anser att den etniska mångfalden bland sultanens familj var en viktig orsak till hans stöd. Öns arabiska invånare var de större jordägarna på ön och var i allmänhet mer välmående än afrikanerna. De större politiska partierna var i huvudsak organiserade efter etnicitet och araberna dominerade Zanzibar Nationalist Party och afrikanerna Afro-Shirazi Party.
Som en del av avkoloniseringen delade de brittiska styrande under januari 1961 upp Zanzibar i valkretsar och det hölls därefter demokratiska val. Afro-Shirazi Party (ASP) och Zanzibar Nationalist Party (ZNP) vann elva platser var i Zanzibars parlament, varför ett nytt val hölls i juni samma år. Då utökade man antalet platser i parlamentet till 23. ZNP gick ihop med Zanzibar and Pemba People's Party (ZPPP) och tog då 13 platser i parlamentet, medan ASP, som fick flest röster, bara fick tio platser. ASP misstänkte valfusk och upplopp utbröt, vilket resulterade i 68 dödsfall. För att bibehålla kontrollen bannlyste koalitionsregeringen de mer radikala oppositionspartierna, fyllde statsförvaltningen med sina egna utnämnda och styrde polisen politiskt.
År 1963 utökades antalet platser i Zanzibars parlament till 31. Efter att en ny omröstning ägt rum visade det sig att 1961 års valutgång upprepats. På grund av valkretsens utformande vann ASP, lett av Abeid Karume, 54 procent av rösterna men fick bara 13 platser. ZNP och ZPPP vann resten av sätena och stärkte greppet om makten. Partiet Umma, som skapats samma år av missnöjda socialistiska anhängare av ZNP, ofta radikala araber, bannlystes, och alla poliser med ursprung på det afrikanska fastlandet avsattes. Genom denna handling avlägsnades en stor del av den enda säkerhetsstyrkan på ön, medan det uppstod en arg grupp halvmilitäriskt tränade män med kunskap gällande de byggnader, redskap och procedurer som polisen använde sig av och förfogade över.
Fullständig självständighet från brittiskt styre beviljades den 10 december 1963. Koalitionen bestående av ZNP/ZPPP fick då överta styret av Zanzibar. Regeringen begärde ett försvarsavtal från Storbritannien, i form av en bataljon av brittiska trupper stationerade på ön för att öka säkerheten. Begäran avslogs dock då det ansågs olämpligt för brittiska trupper att medverka vid upprätthållandet av lag och ordning så snart efter självständigheten. Brittiska underrättelsetjänsten förutspådde att det sannolikt skulle uppstå oroligheter, tillsammans med ökande aktivitet hos kommunisterna, och det bedömdes att närvaron av brittiska trupper kunde förvärra situationen ytterligare. Många utländska medborgare stannade kvar på ön, inklusive 130 britter, som var anställda direkt av Zanzibars regering.

## Revolution
Omkring tre på morgonen, den 12 januari 1964, attackerade mellan 600 och 800 illa beväpnade upprorsmän av huvudsakligen afrikanskt ursprung polisstationen tillsammans med några av de avsatta poliserna. Även polisens vapenförråd och radiostation attackerades. De nytillsatta arabiska poliserna hade knappt fått någon träning alls, och trots att de bemötte upprorsmännen med mobila styrkor övervanns de snart. Efter att de beväpnat sig med hundratals beslagtagna automatgevär, kulsprutepistoler och brener tog upprorsmännen kontroll över strategiskt viktiga byggnader i Zanzibars stenstad. Inom sex timmar efter stridigheternas utbrott var stadens telegrafikontor och regeringsbyggnader under revolutionär kontroll, och öns enda landningsbana togs över klockan 14:18. Sultanen, tillsammans med premiärministern och medlemmar i kabinettet, flydde från ön i det kungliga yachten Seyyid Khalifa, och sultanens palats och tillhörigheter beslagtogs av den revolutionära regeringen. Minst 80 människor dödades och 200 skadades, av vilka majoriteten var araber, under de 12 timmar av gatustrider som följde. 61 amerikanska medborgare, inklusive 16 män som bemannade en av Nasas stationer på ön, sökte skydd i den engelska klubben i Zanzibars stenstad, och fyra amerikanska journalister frihetsberövades av öns nya regering.
Enligt den officiella historieskrivningen i Zanzibar planerades och styrdes revolutionen av ASP:s ledare Abeid Amani Karume. Han var dock på fastlandet under tiden som revolutionen ägde rum. Det var även ledaren över det bannlysta partiet Umma, Abdulrahman Muhammad Babu. ASP:s ledare över filialen på Pemba, en före detta polis från Uganda vid namn John Okello, hade skickat Karume till fastlandet för att garantera hans säkerhet. Okello hade kommit till Zanzibar från Kenya 1959. Då påstod han att han var en fältmarskalk bland de kenyanska rebellerna under Mau-Mau-rörelsen, trots att han faktiskt inte hade någon militärisk erfarenhet alls. Han påstod att han hörde en röst som styrde honom att, som kristen, frigöra folket på Zanzibar från araberna. Det var Okello som ledde revolutionärerna, som huvudsakligen bestod av arbetslösa medlemmar i ungdomsförgreningen till Afro-Shirazi Party, den 12 januari. Det har spekulerats i att det förmodligen var Okello, tillsammans med ungdomsförgreningen, som planerade revolutionen.

## Följder
Ett revolutionärt råd etablerades av ASP och Ummapartiet för att fungera som en provisorisk regering. Rådet styrdes av Karume som president och Babu som utrikesminister. Landet fick då namnet Folkrepubliken Zanzibar och Pemba. Regeringens första agerande var att permanent bannlysa sultanen, samt ZNP och ZPPP. För att distansera sig själv från Okello åsidosatte Karume honom allt mer ifrån politiken, även om han tilläts att återfå sin självutnämna titel fältmarskalk. Okellos revolutionärer började dock snart utföra repressalier mot den arabiska och asiatiska populationen på Unguja, genom att misshandla, mörda, våldta och attackera egendomar. I radiosändningar hävdade han att han mördat eller fängslat tiotusentals fiender, även om faktiska beräkningar över antalet döda varierar stort, från hundratals till över 20 000. Några västerländska tidningar anger siffrorna 2 000 till 4 000. Den högre siffran kan bero på Okellos egna radiosändningar och överdrivna rapporter i några västerländska och arabiska nyhetsmedier. Mördandet av arabiska fångar och placeringen av deras kroppar i massgravar dokumenterades av ett italienskt filmteam från en helikopter då de spelade in filmen Africa Addio. Sekvensen är det enda kända visuella dokumentet över morden. Många araber lyckades dock fly till Oman. Inga européer skadades då Okello givit order om det. Det postrevolutionära våldet spred sig inte till Pemba.
Den 3 februari började Zanzibar sakta återgå till det normala, och Karume blev accepterad av folket som deras president. Polisstyrkor patrullerade gatorna, plundrade affärer återöppnades och olicensierade vapen överlämnades av den civila befolkningen. Den nya regeringen tillkännagav att deras omkring 500 politiska fångar skulle prövas i speciella domstolar. Okello skapade Freedom Military Force (FMF), en paramilitär styrka bestående av hans egna anhängare. De patrullerade gatorna och plundrade arabisk egendom. Uppförandet hos Okellos anhängare, hans våldsamma retorik, ugandiska accent, och kristna tro alienerade många i det huvudsakligen moderata zanzibariska och muslimska ASP, och i mars hade många medlemmar i FMF avväpnats av Karumes anhängare och Ummapartiets milis. Den 11 mars togs Okellos grad som fältmarskalk officiellt ifrån honom, och han nekades inträde när han försökte återvända till Zanzibar från en resa till fastlandet. Han avvisades till Tanganyika, och därefter till Kenya, innan han utfattig återvände till sitt hemland Uganda.
I april skapade regeringen People's Liberation Army (PLA) och slutförde avväpningen av Okellos återstående FMF-milis. Den 26 april annonserade Karume att en union hade förhandlats fram med Tanganyika för att skapa det nya landet Tanzania. Sammanslagningen sågs av samtida media som ett sätt att förebygga kommunistisk underminering av Zanzibar. Ett fåtal historiker konstaterar att det kan ha varit ett försök från Karumes sida att begränsa influenserna från det vänsterradikala Ummapartiet. Många av det socialistiska Ummapartiets ledande principer rörande hälsa, utbildning och välfärd togs dock upp av regeringen.

## Internationell respons
Brittiska militärstyrkor fick reda på revolutionen klockan 04:45 på morgonen den 12 januari. Efter en begäran från sultanen sattes de i beredskap för att inom en tidsrymd av 15 minuter påbörja en attack mot flygplatsen på Zanzibar. Timothy Crosthwait, den brittiske överkommissarien på Zanzibar, rapporterade dock att inga brittiska medborgare hade attackerats och att ett ingripande inte var nödvändigt. Som ett resultat av detta minskades beredskapstiden för de brittiska trupperna i Kenya till fyra timmar. Crosthwait godkände inte en omedelbar evakuering av brittiska medborgare, då många av dem hade viktiga regeringsposter och deras plötsliga förflyttning skulle komma att störa landets ekonomi och regering ännu mera. För att undvika blodsutgjutelse arbetade britterna tillsammans med Karume fram en tidsplan för en organiserad evakuering.
Inom några timmar efter revolutionen hade den amerikanske ambassadören godkänt evakueringen av öns amerikanska medborgare, och en jagare från USA:s flotta anlände den 13 januari. Jagaren gick i hamn i Zanzibars stenstad, men USA hade inte sökt tillstånd för evakueringen, varför skeppet möttes med en grupp beväpnade män. Tillstånd beviljades till slut den 15 januari, men britterna ansåg konfrontationen som ett tecken på illvilja gentemot de västerländska makterna i Zanzibar.
Olika underrättelsetjänster från väst trodde att revolutionen organiserades av kommunister stödda med vapen från Warszawapakten. Misstanken stärktes av att två kända politiker med kommunistanknytningar utsågs till utrikesminister (Babu) och premiärminister (Abdullah Kassim Hanga). Britterna trodde att de var bundsförvanter med Oscar Kambona, Tanganyikas utrikesminister, samt att före detta medlemmar ur regementet Tanganyika Rifles hade varit med i revolutionen. Några medlemmar ur Ummapartiet bar kubanska uniformer och skägg för att efterlikna Fidel Castro, vilket togs som ett tecken på Kubas stöd för revolutionen. Klädstilen började dock användas av medlemmar som hade bemannat ett ZNP-kontor med anknytningar till Kuba, och det blev ett vanligt sätt att klä sig på bland medlemmar i oppositionspartierna månaderna före revolutionen. Zanzibars nya regerings erkännande av Östtyskland (den första afrikanska regeringen som gjorde det), och av Nordkorea, sågs som ytterligare bevis av västvärlden på att Zanzibar allierade sig allt mer med Östblocket. Bara sex dagar efter revolutionen konstaterade New York Times att Zanzibar höll på att bli "Afrikas Kuba", även om de den 26 januari förnekade att det fanns en aktiv kommunistisk anda. Zanzibar fick fortsatt stöd från kommunistiska länder och det tillkännagavs att de i februari fick rådgivning från Sovjetunionen, Östtyskland och Kina. Samtidigt minskade den västerländska påverkan på landet och i juli 1964 var den enda kvarvarande britten i landet en tandläkare som var anställd av Zanzibars regering. Det har påståtts att den israeliska spionchefen David Kimche stödde revolutionen då han var på Zanzibar under revolutionsdagen.
Den avsatte sultanen vädjade om militärt stöd från Kenya och Tanganyika, utan framgång, även om Tanganyika sände 100 paramilitära poliser till Zanzibar för att hålla tillbaka upproret. Förutom Tanganyika Rifles var polisen den enda beväpnade styrkan i Tanganyika, och den 20 januari ledde polisfrånvaron hela Tanganyika Rifles till myteri. Detta skedde eftersom soldaterna var missnöjda med de låga lönerna och hur långsamt arbetet med att ersätta de brittiska officerarna med afrikanska officerare. Upproret ledde till att liknande uppror påbörjades i både Kenya och Uganda. Ordningen på det afrikanska fastlandet upprätthölls dock snabbt utan allvarliga händelser av den brittiska armén och marinkåren.
Att en ny afrikansk kommuniststat skulle kunna bildas oroade västvärlden. Oron grundades i olika organisationer som trodde att Zanzibar skulle sprida kommunismen vidare i Afrika, så som Kuba hade gjort i Amerika. Storbritannien, större delen av Samväldet, och USA vägrade att erkänna den nya regimen ända fram till 23 februari. Då hade de flesta länderna i östblocket redan erkänt den. Crosthwait ansåg att detta bidrog till Zanzibars närmande till Sovjetunionen. Crosthwait bannlystes från landet den 20 februari och hade inte rätt att återvända förrän ett erkännande hade kommit.

### Brittiska militärens gensvar

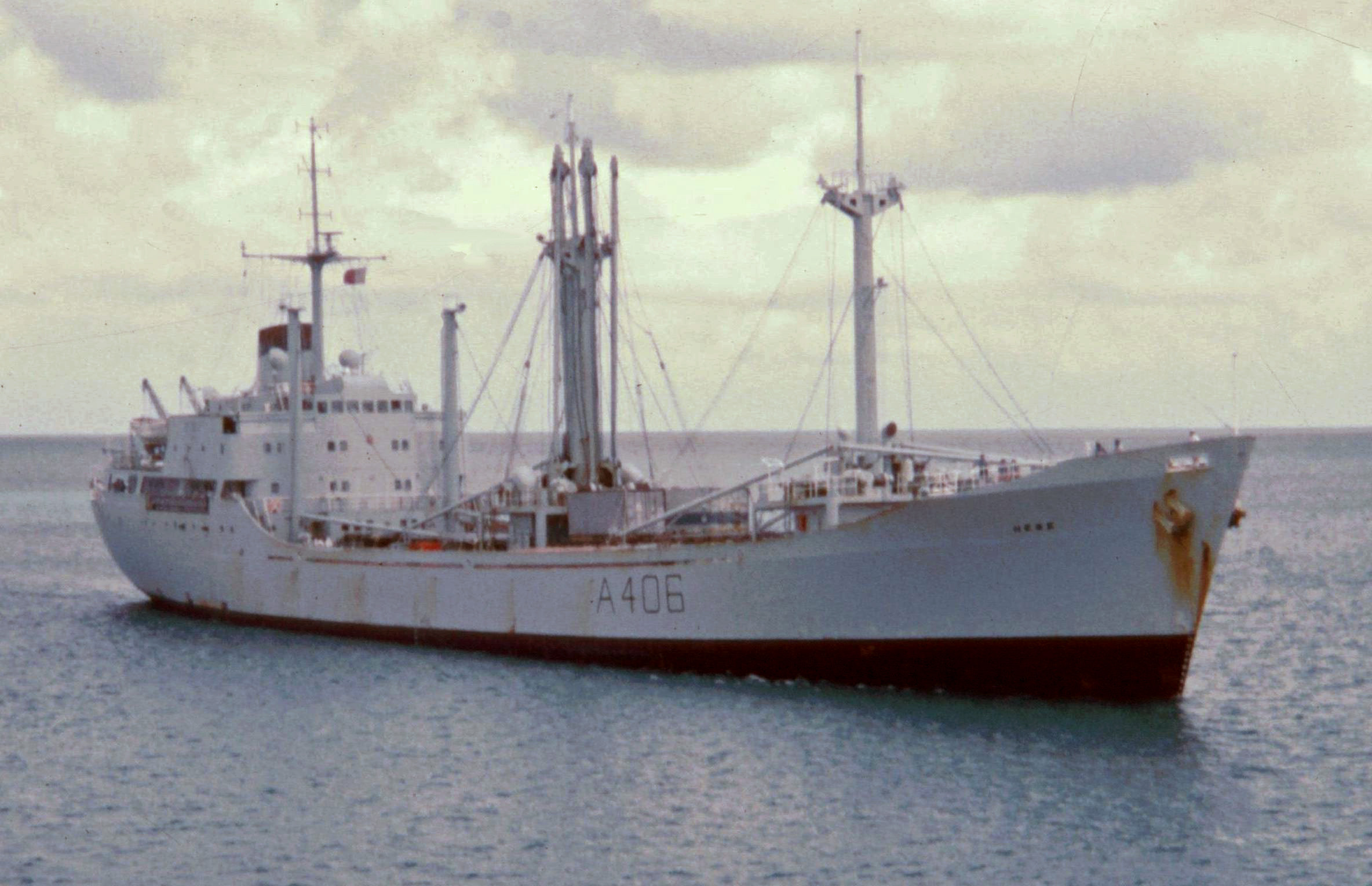
RFA Hebe

Efter att alla amerikaner evakuerats den 13 januari meddelade den amerikanska regeringen att de inte skulle ingripa på grund av Storbritanniens intresse i landet. USA försökte dock övertala Storbritannien att samarbeta med andra östafrikanska länder för att återfå ordning i landet. Sjömätningsfartyget HMS Owen, som anlände på kvällen den 12 januari, var det första brittiska militärfartyget i området. Den 15 januari anslöt fregatten Rhyl och Royal Fleet Auxiliarys skepp Hebe. Medan det lättbeväpnade Owen mest var för synens skull innehöll Rhyl och Hebe trupper. På grund av rapporter om att situationen på Zanzibar förvärrades innehöll Rhyl trupper från Staffordshire Regiment i Kenya, vilket fick stor uppmärksamhet i kenyansk media och hindrade brittiska förhandlingar med Zanzibar. Hebe hade precis slutat avlägsna förråd från depån i Mombasa och var fulladdad med vapen och sprängämnen. Även om regeringen var omedveten om Hebes last orsakade Royal Navys vägran till genomsökning av skeppet misstankar och rykten.

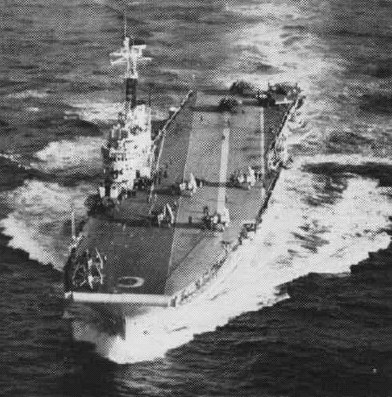
HMS Centaur.

Delar av de brittiska medborgare som fanns på ön evakuerades den 17 januari. På grund av arméns uppror i östra Afrika sändes Ryhl till Tanganyika för att de medföljande trupperna skulle kunna assistera vid kvävandet av upproret. Owen låg dock kvar utanför ön med ett kompani från Gordon Highlanders så att en intervention om nödvändigt skulle kunna genomföras. Hangarfartygen Centaur och Victorious togs också till platsen som en del av den så kallade Operation Parthenon. Även om operationen aldrig genomfördes, var den menad som en försiktighetsåtgärd ifall Okello eller Ummapartiet skulle försöka ta makten från det moderata ASP. Utöver hangarfartygen inkluderade planerna tre jagare, Owen, 13 helikoptrar, 21 transport- och spaningsflyg, en bataljon från Scots Guards, en bataljon från Royal Marines och ett kompani från andra bataljonen tillhörande Storbritanniens fallskärmsregemente. Ön Unguja och dess flygplats skulle erövras av fallskärm- och helikopterstyrkor, och därefter skulle Pemba erövras. Operationen skulle ha blivit den största brittiska luft- och vattenstyrda operationen sedan Suezkrisen.
Efter att det avslöjats att revolutionärerna kunde ha blivit tränade av kommunistblocket, ersattes Operation Parthenon med Operation Boris. Planen gick ut på att fallskärmstrupper skulle utgå från Kenya och anfalla Unguja. Planerna övergavs dock på grund av den dåliga säkerheten i Kenya och den kenyanska regeringens motstånd mot användandet av dess flygfält. Istället planerades Operation Finery. Operationen skulle bestå av en helikopterattack från HMS Bulwark, ett amfibiskt anfallsskepp som var stationerat i Mellanöstern. Då Bulwark befann sig utanför regionen, skulle genomförandet av planen kräva fjorton dagars förvarning. För att täcka upp behovet av en mer omedelbar reaktion placerades lämpliga styrkor ut som skulle kunna agera inom 24 timmar. De styrkorna skulle starta en mindre operation för att skydda de brittiska medborgarna.
I och med att Tanganyika och Zanzibar ingick union den 23 april fanns det en oro för att Ummapartiet skulle iscensätta en kupp. Operation Shed var utformad för att möjliggöra ett ingripande om så skulle ske. Operationen skulle ha krävt att en bataljon med trupper och tillhörande rekognosceringsfordon skulle transporteras med flyg till ön. Där skulle trupperna erövra flygfältet och skydda Karumes regering. Emellertid minskade faran för en revolt kort därpå, och den 29 april minskades operationstruppernas beredskap till 24 timmar. Operation Finery avslutades samma dag. Oron inför att en kupp ändå skulle inträffa ledde till att Operation Giralda inleddes den 23 september. Planen byggde på att brittiska trupper från Aden och Fjärran östern som skulle ingripa om Ummapartiet försökte störta den tanzanianska presidenten Julius Nyerere. En infanteribataljon, taktiska högkvartersenheter och delar av Royal Marines skulle ha skeppats till Zanzibar för att starta ett amfibieanfall, understödda av trupper från brittiska baser i Kenya eller Aden, för att bibehålla lag och ordning. Operationen lades ner i december, vilket avslutade de brittiska planerna på ett militärt ingripande i landet.

## Eftermäle

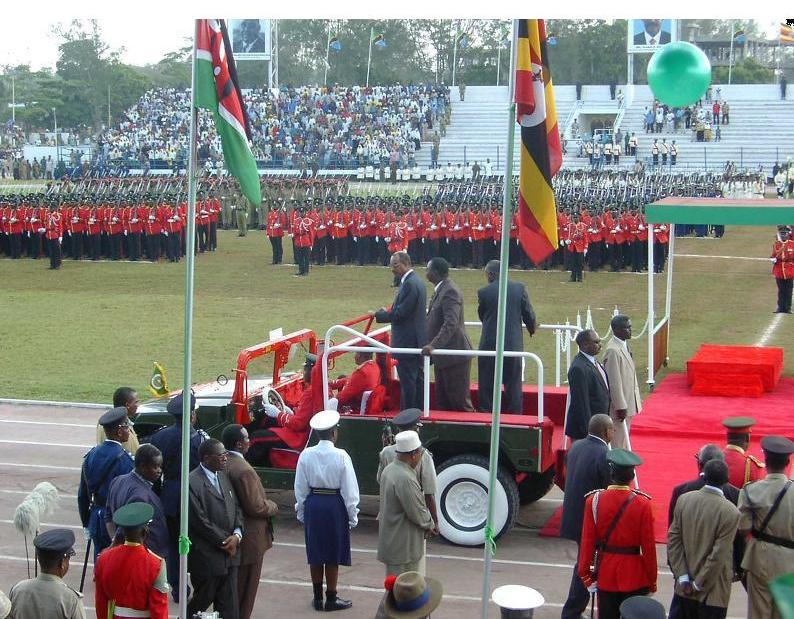
President Amani Abeid Karume, Abeid Karumes son, deltar i en militär parad för att markera att fyrtio år gått sedan revolutionen.

En av de huvudsakliga förändringarna som revolutionen i Zanzibar ledde till var att den arabisk-asiatiska styrande klassen som hade hållit makten i nästan 200 år störtades. Trots den nyblivna unionen mellan Tanganyika och Zanzibar bevarades ett revolutionärt råd och ett representanthus som drevs som en enpartistat och hade makten över inrikesproblem. Regeringen leds av Zanzibars president, vilken först var Karume. Regeringen använde revolutionens framgång för att genomföra reformer över hela ön. Många av dessa bestod i att araber avlägsnades från makten. Exempelvis blev Zanzibars statsförvaltning en nästan helt afrikansk organisation och land omfördelades från araber till afrikaner. Den revolutionära regeringen genomförde även sociala reformer såsom gratis sjukvård och öppnandet av skolsystemet för afrikanska studenter, vilka före revolutionen endast hade haft tolv procent av platserna i gymnasieskolan.
Regeringen sökte hjälp från Sovjetunionen, Östtyskland och Kina för att få pengar till flera projekt och militära råd. Flera projekt ledda av Östtyskland misslyckades dock, däribland ett försök som pågick 1968 som gick ut på att stadssanera för att erbjuda nya lägenheter till alla invånare. Detta ledde till att Zanzibar fokuserade på kinesisk hjälp. Den efterrevolutionära regeringen på Zanzibar anklagades för drakoniska kontroller över personers frihet och resor och utövande av nepotism vid tillsättandet av politiska och industriella tjänster. Den nya tanzanianska regeringen hade inte kraft nog att ingripa. Missnöjet med regeringen ledde slutligen till mordet på Karume den 7 april 1972. Detta följdes av veckor av bråk mellan motståndare och anhängare till regeringsstyrkorna. Ett flerpartisystem etablerades slutligen 1992, men Zanzibar präglas trots det fortfarande av misstankar om korruption och valfusk.
Revolutionen i sig själv är fortfarande av intresse för invånarna på Zanzibar, såväl som för akademiker. Historiker har analyserat revolutionen som en revolution med social och etnisk bakgrund. Vissa menar att de afrikanska revolutionärerna representerar proletariatets uppror mot de klasserna som innehade makten och kontrollerade ekonomin, representerat av araber och sydasiater. Andra tror istället att det var en revolution med bakgrund i de olika folkslagen, som förvärrades av den ekonomiska skillnaden mellan dem. Inom Zanzibar är revolutionen en central kulturell händelse och den har uppmärksammats med frigivandet av 545 fångar på dess tioårsdag, och med en militär parad på dess fyrtionde. Zanzibar Revolution Day firas den 12 januari varje år och har utsetts till en allmän helgdag av Tanzanias regering.